# Historique du parcours international de l'ES Sétif
 (août 2024).
Si vous disposez d'ouvrages ou d'articles de référence ou si vous connaissez des sites web de qualité traitant du thème abordé ici, merci de compléter l'article en donnant les références utiles à sa vérifiabilité et en les liant à la section « Notes et références ».
 (mars 2024).
- Si vous ne connaissez pas le sujet, laissez ce bandeau (vous pouvez alors contacter les auteurs).
- Si vous supprimez le contenu mis en cause (vous pouvez préalablement contacter les auteurs),

argumentez précisément cette suppression dans la page de discussion
(un manque de référence n'est pas un argument ; une recherche réelle de référence doit avoir été effectuée, être formellement documentée).
Historique du parcours international de l'ES Sétif.

## Compétitions africaines

### Bilan général
Bilan de L´ES Sétif en compétitions international à partir de 1981 : 
| Compétition                                | Saisons | Titres | J   | G  | N  | P  | Bp  | Bc  | Diff |
| ------------------------------------------ | ------- | ------ | --- | -- | -- | -- | --- | --- | ---- |
| Coupe des clubs champions                  | 11      | 2      | 84  | 37 | 25 | 22 | 139 | 87  | +52  |
| Coupe de la confédération                  | 4       | 0      | 28  | 13 | 4  | 11 | 44  | 36  | +8   |
| Coupe des coupes                           | 2       | 0      | 14  | 6  | 2  | 6  | 25  | 14  | +11  |
| Coupe afro-asiatique des clubs de football | 1       | 1      | 2   | 2  | 0  | 0  | 5   | 1   | +4   |
| Supercoupe                                 | 1       | 1      | 1   | 0  | 1  | 0  | 1   | 1   | 0    |
| Coupe du monde des clubs de la FIFA        | 1       | 0      | 2   | 0  | 1  | 1  | 2   | 3   | -1   |
| Total                                      | 20      | 4      | 131 | 58 | 33 | 40 | 216 | 142 | +74  |

## Parcours africain

### Coupe des coupes 1981
|   | Tour               | Club                                                       | Aller                                                      | Total                                                      | Retour                                                     | Club                                                       |   |
| - | ------------------ | ---------------------------------------------------------- | ---------------------------------------------------------- | ---------------------------------------------------------- | ---------------------------------------------------------- | ---------------------------------------------------------- | - |
| 1 | Seizième de finale | Kampala City Council                                       | 1 - 0                                                      | 1 - 2                                                      | 0 - 2                                                      | ES Sétif                                                   | 2 |
| 3 | Huitième de finale | ES Sétif Qualifié (Retrait des deux adversaires) ZAC - EST | ES Sétif Qualifié (Retrait des deux adversaires) ZAC - EST | ES Sétif Qualifié (Retrait des deux adversaires) ZAC - EST | ES Sétif Qualifié (Retrait des deux adversaires) ZAC - EST | ES Sétif Qualifié (Retrait des deux adversaires) ZAC - EST | 4 |
| 5 | Quart de finale    | Union Douala                                               | 5 - 0                                                      | 6 - 1                                                      | 1 - 1                                                      | ES Sétif                                                   | 6 |

### Coupe des clubs champions 1987
|   | Tour               | Club             | Aller | Total | Retour | Club          |    |
| - | ------------------ | ---------------- | ----- | ----- | ------ | ------------- | -- |
| 7 | Seizième de finale | ASC Jeanne d'Arc | 2 - 1 | 2 - 3 | 0 - 2  | ES Sétif      | 8  |
| 9 | Huitième de finale | ES Sétif         | 0 - 0 | 1 - 2 | 1 - 2  | Canon Yaoundé | 10 |

### Coupe des clubs champions 1988
|    | Tour               | Club              | Aller | Total | Retour | Club     |    |
| -- | ------------------ | ----------------- | ----- | ----- | ------ | -------- | -- |
| 11 | Seizième de finale | Stade Malien      | 1 - 1 | 1 - 5 | 0 - 4  | ES Sétif | 12 |
| 13 | Huitième de finale | ES Sahel          | 2 - 1 | 2 - 3 | 0 - 2  | ES Sétif | 14 |
| 15 | Quart de finale    | FC 105 Libreville | 3 - 1 | 3 - 4 | 0 - 3  | ES Sétif | 16 |
| 17 | Demi finale        | ES Sétif          | 2 - 0 | 2 - 2 | 0 - 2  | Ahly     | 18 |
| 19 | Finale             | Iwuanyanwu        | 1 - 0 | 1 - 4 | 0 - 4  | ES Sétif | 20 |

### Coupe des clubs champions 1989
|    | Tour               | Club     | Aller | Total               | Retour | Club             |    |
| -- | ------------------ | -------- | ----- | ------------------- | ------ | ---------------- | -- |
| 21 | Seizième de finale | ES Sétif | 1 - 0 | 1 - 1 aux t a b 4-5 | 0 - 1  | Mighty Blackpool | 22 |

### Coupe des coupes 1991
|    | Tour               | Club            | Aller | Total | Retour | Club      |    |
| -- | ------------------ | --------------- | ----- | ----- | ------ | --------- | -- |
| 23 | Seizième de finale | ASC Linguère    | 1 - 0 | 1 - 7 | 0 - 7  | ES Sétif  | 24 |
| 25 | Huitième de finale | ES Sétif        | 4 - 0 | 5 - 2 | 1 - 2  | SC Gagnoa | 26 |
| 27 | Quart de finale    | DC Motema Pembe | 2 - 1 | 2 - 3 | 0 - 2  | ES Sétif  | 28 |
| 29 | Demi finale        | BBC Lions       | 1 - 0 | 2 - 1 | 1 - 1  | ES Sétif  | 30 |

### Ligue des champions 2008
|    | Tour               | Club         | Aller | Total | Retour | Club     |    |
| -- | ------------------ | ------------ | ----- | ----- | ------ | -------- | -- |
| 31 | Seizième de finale | ASC SNIM     | 1 - 5 | 1 - 7 | 0 - 2  | ES Sétif | 32 |
| 33 | Huitième de finale | OC Khouribga | 2 - 0 | 2 - 2 | 0 - 2  | ES Sétif | 34 |

### Coupe de la confédération 2009
|    | Tour               | Club           | Aller | Total | Retour | Club                 |    |
| -- | ------------------ | -------------- | ----- | ----- | ------ | -------------------- | -- |
| 35 | Seizième de finale | Khallej Cirte  | 0 - 1 | 0 - 5 | 0 - 5  | ES Sétif             | 36 |
| 37 | Huitième de finale | ES Sétif       | 4 - 0 | 5 - 5 | 1 - 5  | Recreativo do Libolo | 38 |
| 39 | Tour Intermédiaire | ES Sétif       | 3 - 1 | 4 - 4 | 1 - 3  | Djoliba AC           | 40 |
| 41 | Groupe A:J1/J5     | ES Sétif       | 2 - 0 | Ph Gr | 1 - 2  | AS Vita Club         | 42 |
| 43 | Groupe B:J2/J6     | ES Sétif       | 6 - 0 | Ph Gr | 0 - 1  | Santos FC            | 44 |
| 45 | Groupe B:J3/J4     | ES Sétif       | 1 - 3 | Ph Gr | 4 - 3  | ENPPI Club           | 46 |
| 47 | Demi Finale        | Bayelsa United | 1 - 1 | 1 - 2 | 0 - 1  | ES Sétif             | 48 |
| 49 | Finale             | ES Sétif       | 2 - 0 | 2 - 2 | 0 - 2  | Stade Malien         | 50 |

### Ligue des champions 2010
|    | Tour                      | Club          | Aller | Total v | Retour | Club      |    |
| -- | ------------------------- | ------------- | ----- | ------- | ------ | --------- | -- |
| 51 | Trente-deuxième de finale | Diables noirs | 3 - 2 | 3 - 4   | 0 - 2  | ES Sétif  | 52 |
| 53 | Seizième de finale        | Union Douala  | 0 - 2 | 0 - 7   | 0 - 5  | ES Sétif  | 54 |
| 55 | Huitième de finale        | ES Sétif      | 1 - 0 | 3 - 2   | 2 - 2  | Zanaco FC | 56 |
| 57 | Groupe A:J1/J5            | ES Sétif      | 0 - 1 | 2 - 3   | 2 - 2  | ES Tunis  | 62 |
| 58 | Groupe B:J2/J6            | TP Mazembe    | 2 - 2 | 2 - 2   | 0 - 0  | ES Sétif  | 61 |
| 59 | Groupe B:J3/J4            | Dynamos       | 1 - 0 | 1 - 3   | 0 - 3  | ES Sétif  | 60 |

### Ligue des champions 2011
|                                | Tour               | Club        | Aller | Total | Retour | Club          |    |
| ------------------------------ | ------------------ | ----------- | ----- | ----- | ------ | ------------- | -- |
| 63                             | Seizième de finale | ES Sétif    | 2 - 0 | 6 - 3 | 4 - 3  | ASFA Yannenga | 64 |
| 65                             | Huitième de finale | Coton Sport | 4 - 1 | 4 - 3 | 0 - 2  | ES Sétif      | 66 |
| Coupe de la confédération 2011 |                    |             |       |       |        |               |    |
| 67                             | Tour intermédiaire | ES Sétif    | 1 - 0 | 1 - 3 | 0 - 3  | Kaduna United | 68 |

### Coupe de la confédération 2012
|    | Tour               | Club     | Aller | Total | Retour | Club     |    |
| -- | ------------------ | -------- | ----- | ----- | ------ | -------- | -- |
| 69 | Seizième de finale | Simba SC | 2 - 0 | 3 - 3 | 1 - 3  | ES Sétif | 70 |

### Ligue des champions 2013/Coupe de la confédération 2013
|                                | Tour               | Club        | Aller | Total | Retour | Club          |    |
| ------------------------------ | ------------------ | ----------- | ----- | ----- | ------ | ------------- | -- |
| 71                             | Seizième de finale | ES Sétif    | 4 - 2 | 5 - 4 | 1 - 2  | ASFA Yannenga | 72 |
| 73                             | Huitième de finale | AC Léopards | 3 - 1 | 4 - 4 | 1 - 3  | ES Sétif      | 74 |
| Coupe de la confédération 2013 |                    |             |       |       |        |               |    |
| 75                             | Tour intermédiaire | ES Sétif    | 2 - 0 | 2 - 2 | 0 - 2  | US Bitam      | 76 |
| 77                             | Groupe A:J1/J5     | ES Sétif    | 1 - 1 | 3 - 5 | 2 - 4  | TP Mazembe    | 82 |
| 78                             | Groupe B:J2/J6     | ES Sétif    | 1 - 0 | 1 - 0 | 0 - 0  | CA Bizerte    | 81 |
| 79                             | Groupe B:J3/J4     | FUS Rabat   | 1 - 0 | 2 - 1 | 1 - 1  | ES Sétif      | 80 |

### Ligue des champions 2014
|    | Tour               | Club         | Aller   | Total | Retour  | Club                |    |
| -- | ------------------ | ------------ | ------- | ----- | ------- | ------------------- | -- |
| 83 | Tour préliminaire  | ES Sétif     | Forfait | 6 - 0 | Forfait | Steve Biko FC       | 84 |
| 85 | Seizième de finale | ES Sétif     | 5 - 0   | 5 - 0 | 0 - 0   | ASFA Yannenga       | 86 |
| 87 | Huitième de finale | ES Sétif     | 1 - 0   | 2 - 0 | 1 - 0   | Cotonsport          | 88 |
| 89 | Groupe A:J1/J5     | ES Sétif     | 2 - 2   | 4 - 3 | 2 - 1   | ES Tunis            | 90 |
| 91 | Groupe B:J2/J6     | ES Sétif     | 1 - 1   | 2 - 2 | 1 - 1   | CS Sfax             | 92 |
| 93 | Groupe B:J3/J4     | ES Sétif     | 1 - 1   | 3 - 1 | 2 - 0   | Al Ahly Benghazi SC | 94 |
| 95 | Demi finale        | ES Sétif     | 2 - 1   | 4 - 4 | 2 - 3   | TP Mazembe          | 96 |
| 97 | Finale             | AS Vita Club | 2 - 2   | 3 - 3 | 1 - 1   | ES Sétif            | 98 |

### Ligue des champions 2015
|     | Tour               | Club            | Aller | Total | Retour | Club        |     |
| --- | ------------------ | --------------- | ----- | ----- | ------ | ----------- | --- |
| 99  | Seizième de finale | Real Banjul     | 1 - 1 | 1 - 3 | 0 - 2  | ES Sétif    | 100 |
| 101 | Huitième de finale | Raja Casablanca | 2 - 2 | 4 - 4 | 2 - 2  | ES Sétif    | 102 |
| 103 | Groupe A:J1/J5     | ES Sétif        | 1 - 2 | 1 - 5 | 0 - 3  | USM Alger   | 104 |
| 105 | Groupe B:J2/J6     | ES Sétif        | 1 - 0 | 3 - 2 | 2 - 2  | MC El Eulma | 106 |
| 107 | Groupe B:J3/J4     | ES Sétif        | 1 - 1 | 1 - 3 | 0 - 2  | Al Merreikh | 108 |

### Ligue des champions 2016
|     | Tour               | Club                                                               | Aller                                                              | Total                                                              | Retour                                                             | Club                                                               |                                                                    |
| --- | ------------------ | ------------------------------------------------------------------ | ------------------------------------------------------------------ | ------------------------------------------------------------------ | ------------------------------------------------------------------ | ------------------------------------------------------------------ | ------------------------------------------------------------------ |
| 109 | Seizième de finale | Étoile du Congo                                                    | 1 - 1                                                              | 3 - 5                                                              | 2 - 4                                                              | ES Sétif                                                           | 110                                                                |
| 111 | Huitième de finale | Al-Merreikh (Omdurman)                                             | 2 - 2                                                              | 2 - 2                                                              | 0 - 0                                                              | ES Sétif                                                           | 112                                                                |
|     | Groupe A: J1       | ES Sétif disqualifié après arrêt du match contre Mamelodi Sundowns | ES Sétif disqualifié après arrêt du match contre Mamelodi Sundowns | ES Sétif disqualifié après arrêt du match contre Mamelodi Sundowns | ES Sétif disqualifié après arrêt du match contre Mamelodi Sundowns | ES Sétif disqualifié après arrêt du match contre Mamelodi Sundowns | ES Sétif disqualifié après arrêt du match contre Mamelodi Sundowns |

### Ligue des champions 2018
|     | Tour                      | Club         | Aller | Total | Retour | Club                   |     |
| --- | ------------------------- | ------------ | ----- | ----- | ------ | ---------------------- | --- |
| 113 | Trente deuxième de finale | ES Sétif     | 6 - 0 | 6 - 0 | 0 - 0  | Olympic Real de Bangui | 114 |
| 115 | Seizième de finale        | Aduana Stars | 1 - 0 | 1 - 4 | 0 - 4  | ES Sétif               | 116 |
| 117 | Groupe B:J1/J5            | TP Mazembe   | 4 - 1 | 5 - 2 | 1 - 1  | ES Sétif               | 121 |
| 118 | Groupe B:J2/J6            | ES Sétif     | 0 - 1 | 2 - 2 | 2 - 1  | MC Alger               | 122 |
| 119 | Groupe B:J3/J4            | ES Sétif     | 2 - 1 | 3 - 2 | 1 - 1  | DH El Jadida           | 120 |
| 123 | Quart de finale           | ES Sétif     | 1 - 0 | 1 - 0 | 0 - 0  | WA Casablanca          | 124 |
| 125 | Demi-finale               | Al Ahly      | 2 - 0 | 3 - 2 | 1 - 2  | ES Sétif               | 126 |

## Autres compétitions

### Coupe afro-asiatiques 1989
| Date            | Lieu                         | Club     | Score | Club     | Buteur                                                  |
| --------------- | ---------------------------- | -------- | ----- | -------- | ------------------------------------------------------- |
| 12 janvier 1990 | Stade Hamlaoui (Constantine) | ES Sétif | 2 - 0 | Al-Sadd  | Bendjaballah 41e Ghrib 70e.                             |
| 19 janvier 1990 | Stade de Doha                | Al-Sadd  | 1 - 3 | ES Sétif | Gassem 89e (pen.) / Adjissa 22e Bendjaballah A. 55e 80e |

### Coupe du monde des clubs de la FIFA 2014
| Date             | Lieu                     | Club                     | Score             | Club             | Buteur                                                                             |
| ---------------- | ------------------------ | ------------------------ | ----------------- | ---------------- | ---------------------------------------------------------------------------------- |
| 13 décembre 2014 | Stade Marrakech)         | ES Sétif                 | 0 - 1             | Auckland City FC | / John Irving 59e                                                                  |
| 17 décembre 2014 | Grand stade de Marrakech | Western Sydney Wanderers | 2 - 2 ap (4-5)tab | ES Sétif         | Vitor Saba 5e Romeo Castelen 89e / Daniel Mullen 50e (csc) · Abdelmalek Ziaya 57e. |

### Supercoupe de la CAF 2015
| Date            | Lieu                   | Club     | Score             | Club    | Buteur                   |
| --------------- | ---------------------- | -------- | ----------------- | ------- | ------------------------ |
| 21 février 2015 | Stade Tchaker, (Blida) | ES Sétif | 1 - 1 (6-5 t.a.b) | Al Ahly | Ziaya 70e / Moteab 90+5e |

## Compétitions UAFA

### Champion's league 2005
| Tour            | Adversaire                 | Dom.  | Ext.  | Note |
| --------------- | -------------------------- | ----- | ----- | ---- |
| 1er tour        | ASAC Concorde (Nouakchott) | 2 – 0 | 2 – 0 |      |
| Quarts Groupe B | Al Ittihad Djeddah         | 0 – 2 | 0 – 2 |      |
| Quarts Groupe B | Ghazl El Mahallah          | 2 – 0 | 0 – 0 |      |
| Quarts Groupe B | Al-Ahli SC (Djeddah)       | 1 – 0 | 1 – 1 |      |

| Rang | Équipe               | Pts | J | G | N | P | Bp | Bc | Diff |
| ---- | -------------------- | --- | - | - | - | - | -- | -- | ---- |
| 1    | Al Ittihad Djeddah   | 13  | 6 | 4 | 1 | 1 | 12 | 6  | +6   |
| 2    | Al-Ahli SC (Djeddah) | 9   | 6 | 2 | 3 | 1 | 8  | 6  | +2   |
| 3    | ES Sétif             | 8   | 6 | 2 | 2 | 2 | 4  | 5  | -1   |
| 4    | Ghazl El Mahallah    | 2   | 6 | 0 | 2 | 4 | 3  | 10 | -7   |